# NGC 990
NGC 990 је елиптична галаксија у сазвежђу Ован која се налази на NGC листи објеката дубоког неба.
Деклинација објекта је + 11° 38' 32" а ректасцензија 2h 36m 18,1s. Привидна величина (магнитуда) објекта NGC 990 износи 12,5 а фотографска магнитуда 13,5. NGC 990 је још познат и под ознакама UGC 2089, MCG 2-7-18, CGCG 439-19, PGC 9890.